# Günter Kettler
Günter Kettler (geboren am 6. Februar 1957) ist ein österreichischer Eisenbahnexperte, Fachbuchautor und Lehrbeauftragter.

## Beruf
Kettler trat 1979 in den Dienst der Österreichischen Bundesbahnen und legte dort die damals üblichen Prüfungen wie Betriebsfachprüfung, allgemeine Verwaltungsfachprüfung, kommerzielle Fachprüfung und Einschulung bei unterschiedlichen Bereichen ab. Später folgten auch Ausbildungen und Prüfungen in Sicherungstechnik, Energieversorgungstechnik, Traktions- und Fahrzeugtechnik sowie Eisenbahnbautechnik. Im Jahr 1982 wurde er Sachbearbeiter in der Transportabteilung der Bundesbahndirektion Wien und wurde als Mitarbeiter in diversen Projekten eingesetzt: etwa zum Ausbau der Vorortelinie für die S 45, Bau des Containerterminals Wien Nordwestbahnhof, Ausbau des Nahverkehrs Liesing – Wiener Neustadt, Nebenbahnattraktivierung oder Bau für die Linie S 7.
1991 wurde Kettler Arbeitsbereichsleiter Transporttechnik, Logistik, Anschlussbahnen und kommerzielle Bauangelegenheiten Güterverkehr. Drei Jahre später wurde er Arbeitsgebietsleiter Güterverkehr der Bundesbahndirektion Wien. Ab 1996 war er Leiter der Cargo-Region Wien, Niederösterreich Ost der Österreichischen Bundesbahnen. Zwei Jahre darauf fungierte er bis 2005 als Leiter Produktion der Cargo Ost der Österreichischen Bundesbahnen. Anschließend hatte er bis 2017 die Funktion des Eisenbahnbetriebsleiters der Rail Cargo Austria inne.
Im Folgejahr schied er aus dem Dienstverhältnis mit den Österreichischen Bundesbahnen aus und gründete eine Unternehmensberatungsfirma mit den Schwerpunkten Eisenbahnbetrieb, Eisenbahntechnik, Eisenbahnsicherheit und öffentlicher Verkehr.
Kettler ist Europäischer Eisenbahningenieur.  Er lebte bzw. lebt in Innsbruck, Wien, Gerasdorf, Gänserndorf, Breitenstein am Semmering und Hollenstein an der Ybbs. Seit 1982 ist er mit Edith, geb. Schmid aus Gänserndorf verheiratet.

## Nebenberufliche Tätigkeiten
Ab 2014 war Kettler Lehrbeauftragter an der Fachhochschule St. Pölten, Department Bahntechnologie und Mobilität. Dort hält er die Vorlesung „Instandhaltung von Schienenfahrzeugen“. Ab 2017 hielt er die Vorlesung „Produktion im Schienengüterverkehr“.
Im Jahr 2015 wurde Kettler zum sachverständigen Prüfer gem. § 21c Abs. 3 Eisenbahngesetz (Kennnummer AT 920150011) für die Themen Betriebsdienst, Eisenbahnaufsichtsorgan und Betriebsleitung bestellt.

## Veröffentlichungen
- Dieseltriebwagen der ÖBB: 5144 – 5022. bahnmedien.at, Wien 2011, ISBN 978-3-9502648-7-6.
- Elektrotriebwagen der ÖBB: 4041 – 4124. bahnmedien.at, Wien 2013, ISBN 978-3-9503304-3-4.
- Günter Kettler, Wolfgang Siegl: Ybbstalbahn: Eine Fotozeitreise (= Bild. Band 14). Bahnmedien.at, Wien 2020, ISBN 978-3-903177-24-6.
- Günter Kettler, Johann Blieberger, Josef Pospichal: ÖBB-Reihe 95. bahnmedien.at, Wien 2021, ISBN 978-3-903177-39-0.
- Günter Kettler, Johann Blieberger: ÖBB-Reihe 86. bahnmedien.at, Wien 2021, ISBN 978-3-903177-33-8.
- Alte österreichische Elektrolokomotiven (= Bahn im Bild. Band 63). Band 1. Pospischil, Wien 1988, DNB 21150050X.
- Elektrolokomotiven der ÖBB I. bahnmedien.at, 2022, ISBN 978-3-903177-40-6.
- Günter Kettler (Text), Johann Blieberger und Josef Pospichal (Fotos): Diesellokomotiven der ÖBB I (der Band behandelt die normalspurigen Streckendiesellokomotiven der ÖBB), bahnmedien.at, 2024, ISBN 978-3-903177-56-7
- Neubaugüterwagen der Rail Cargo Austria AG mit gleisfreundlichen Laufwerken. In: Torsten Dellmann (Hrsg.): Moderne Schienenfahrzeuge: 41. Tagung, Technische Universität Graz, 7. bis 10. April 2013 (= ZEVrail. Band 137). Georg Siemens Verlag, Berlin 2013, DNB 1037048229, S. 137–141.
- Auf den Spuren der Ybbstalbahn, Niederösterreichische Kulturwege, Nr. 62, Verlag des NÖ Instituts für Landeskunde, 2025, ISBN 978-3-903127-52-4